# Monete euro croate
     Zona euro
     UE appartenenti agli AEC II
     UE appartenenti agli AEC II con deroga
     UE non appartenenti agli AEC II
     Non UE che usano bilateralmente l'euro
     Non UE che usano unilateralmente l'euro
Le monete euro croate sono entrate in circolazione il 1º gennaio 2023, rendendo la Croazia il ventesimo stato membro della zona euro; frutto di un percorso decennale per adottare la moneta unica europea che lo Stato aveva intrapreso nel 2013 con l'adesione all'Unione europea. Le monete euro croate sono coniate dalla zecca croata nell'officina governativa di Sveta Nedelja a partire dal 18 luglio 2022 e pochi giorni prima il rapporto di cambio era stato irrevocabilmente fissato a 7,53450 kune per 1 euro.

## Storia
Il governo croato, nell'ottobre 2017, ha presentato un piano per aderire alla moneta unica europea che prevedeva l'ingresso della Croazia nel sistema degli Accordi europei di cambio (ERM-II) entro il 2020, come presupposto della piena adozione dell'euro in un secondo momento. Il primo ministro Andrej Plenković dichiarò che "La Croazia, come membro più giovane dell'UE, ha due obiettivi politici cruciali: l'ingresso nella zona Schengen e l'adozione della moneta unica", nonostante la controversia che divideva l'opinione pubblica croata sul tema dell'euro, con sondaggi altamente contrastanti. Benché prima del 2023 l'euro non fosse la valuta ufficiale dello Stato, essa veniva comunque utilizzata da anni nella quotidianità parallelamente alla kuna.
Nell'Accordo di adesione all'UE del 2013 il Paese si era impegnato ad aderire anche all'euro. Con la strategia presentata dal premier, il governo voleva iniziare un ampio dibattito pubblico sui vantaggi e gli eventuali punti deboli dell'adozione dell'euro.
Il 4 luglio 2019 il ministro delle finanze Zdravko Marić e il governatore della Banca nazionale croata Boris Vujčić hanno inviato una lettera al vicepresidente della Commissione europea Valdis Dombrovskis e al presidente della Banca centrale europea Mario Draghi per presentare la candidatura della Croazia ad aderire al meccanismo di cambio ERM II. L'8 luglio successivo l'Eurogruppo ha dichiarato di avviare una procedura di controllo e accompagnamento della Croazia alla realizzazione delle misure proposte per essere pronta ad aderire al meccanismo di cambio ERM-II, in maniera analoga a quanto fatto l'anno precedente per la Bulgaria. Il vicepresidente della Commissione europea Valdis Dombrovskis l'11 maggio 2020 ha dichiarato che la Croazia e la Bulgaria avrebbero potuto aderire al meccanismo di cambio ERM II a partire dal luglio successivo.
A seguito della richiesta delle autorità croate presentata il 4 luglio, il 10 luglio 2020 l'Eurogruppo e la Banca centrale europea hanno incluso la Croazia e la kuna croata nella seconda fase degli Accordi europei di cambio, fissando al contempo il tasso centrale di cambio a 7,53450 kune per 1 euro, poi confermato irrevocabilmente nel luglio 2022.
Il 10 settembre 2021, la Croazia ha firmato un memorandum d'intesa con la commissione europea e gli stati della zona euro con il quale venivano definiti i passi necessari che le avrebbero consentito di coniare le proprie monete in euro una volta ottenuto il via libera ufficiale. Il 13 maggio 2022, il Parlamento croato ha approvato la legge per l'adozione dell'euro come valuta a corso legale; il Governo croato aveva previsto di introdurre l'euro il 1º gennaio 2023. Tale previsione veniva confermata dalla valutazione positiva della Commissione europea circa il raggiungimento dei criteri di convergenza pubblicata il 1º giugno 2022 e successivamente condivisa anche dall'Eurogruppo il 16 giugno successivo. Il 24 giugno 2022 anche il Consiglio europeo ha approvato l'adozione dell'euro da parte della Croazia dal 1º gennaio 2023, in linea con la proposta della Commissione. Il 5 luglio il Parlamento europeo ha approvato, con 539 voti a favore, 48 astensioni e 45 voti contrari, la relazione dell'eurodeputato Siegfried Mureșan che esprimeva parere favorevole all'adozione dell'euro da parte dello stato ex-jugoslavo a partire dal 1º gennaio dell'anno successivo. Il 12 luglio 2022, una volta trascorso il periodo minimo di due anni di permanenza della kuna croata nel meccanismo di cambio AEC-II, il Consiglio dei ministri dell'economia e delle finanze ha definitivamente stabilito l'adozione dell'euro a partire dal 1º gennaio 2023.
La coniazione delle monete è iniziata il 18 luglio 2022 nell'officina governativa di Sveta Nedelja della zecca croata; dal 5 settembre 2022 i prezzi dovevano essere esposti sia in kune che in euro, infatti, le banconote in euro erano già disponibili nel mese di settembre. Le monete in euro, invece, sono divenute fruibili dagli istituti di credito nel corso del mese di ottobre 2022, mentre i cittadini potevano acquistarle dal 1º dicembre 2022.
I pagamenti potevano essere effettuati con entrambe le valute fino al 14 gennaio 2023 ed in seguito soltanto con la moneta unica europea. Per quanto concerne le kune circolanti, le monete potranno essere cambiate fino al 2025, mentre non è stato sancito alcun termine di convertibilità delle banconote.

## Consenso pubblico
Dalle rilevazioni dell'Eurobarometro, nelle quali veniva posta la domanda "Parlando in generale, lei è personalmente più a favore o contro l'idea dell'introduzione dell'euro nel proprio paese?" risulta:
| Anno | Mese   | Decisamente a favore | Abbastanza a favore | Abbastanza contro | Decisamente contro | Non sa/non risponde | Totale a favore | Totale contro |
| ---- | ------ | -------------------- | ------------------- | ----------------- | ------------------ | ------------------- | --------------- | ------------- |
| 2014 | aprile | 12%                  | 43%                 | 29%               | 13%                | 3%                  | 55%             | 42%           |
| 2015 | aprile | 12%                  | 41%                 | 27%               | 16%                | 4%                  | 53%             | 43%           |

Sempre alle rilevazioni Eurobarometero, alla domanda "Lei pensa che l'introduzione dell'euro avrà conseguenze positive o negative per la Croazia?" gli intervistati hanno risposto:
| Anno | Mese   | Conseguenze positive | Conseguenze negative | Non sa/non risponde |
| ---- | ------ | -------------------- | -------------------- | ------------------- |
| 2014 | aprile | 38%                  | 53%                  | 9%                  |
| 2015 | aprile | 40%                  | 53%                  | 7%                  |

## Criteri di convergenza

### Requisiti economici
L'evoluzione storica dei parametri di Maastricht, il cui rispetto è condizione necessaria all'adozione dell'euro, è riassunta nella tabella seguente:
| Indicatori economici di convergenza Croazia                | Indicatori economici di convergenza Croazia | Indicatori economici di convergenza Croazia | Indicatori economici di convergenza Croazia | Indicatori economici di convergenza Croazia | Indicatori economici di convergenza Croazia | Indicatori economici di convergenza Croazia | Indicatori economici di convergenza Croazia |
| ---------------------------------------------------------- | ------------------------------------------- | ------------------------------------------- | ------------------------------------------- | ------------------------------------------- | ------------------------------------------- | ------------------------------------------- | ------------------------------------------- |
| anno di riferimento                                        | Inflazione                                  | Procedura di deficit eccessivo              | Deficit pubblico/PIL                        | Debito pubblico/PIL                         | Membro del AEC II                           | Tasso di cambio rispetto all'euro           | Tasso d'interesse a lungo termine           |
| anno di riferimento                                        | max 1,7%                                    | non aperta                                  | max 3 %                                     | max 60 %                                    | min 2 anni                                  | max. ±15 %                                  | max 6,2%                                    |
| 2013                                                       | 1,1%                                        | aperta                                      | 5,3 %                                       | 82,2 %                                      | No                                          | < 2 %                                       | 4,8 %                                       |
| 2015                                                       | -0,4%                                       | aperta                                      | 3,2%                                        | 86,7%                                       | No                                          | < 2 %                                       | 3,7%                                        |
| 2016                                                       | -0,6%                                       | aperta                                      | -0,9%                                       | 80,6%                                       | No                                          | 1,1%                                        | 3,5%                                        |
| 2017                                                       | 1,3%                                        | aperta                                      | 0,8%                                        | 78,0%                                       | No                                          | 0,9%                                        | 2,8%                                        |
| 2018                                                       | 1,3%                                        | non aperta                                  | 0,7%                                        | 73,7%                                       | No                                          | 0,4%                                        | 2,6%                                        |
| 2019                                                       | 0,9%                                        | non aperta                                  | -7,1%                                       | 88,6%                                       | No                                          | -1,0%                                       | 0,9%                                        |
| Legenda: - Criterio soddisfatto - Criterio non soddisfatto |                                             |                                             |                                             |                                             |                                             |                                             |                                             |

La rapida diminuzione del disavanzo nel 2016 (circa lo 0,9%), nonché le previsioni economiche del 2017, hanno indotto la chiusura della procedura correttiva per il deficit eccessivo secondo il patto di stabilità e crescita il 6 giugno 2017.
La Croazia era tra i paesi più eurizzati fra tutti quelli che non avevano ancora adottato la moneta unica europea. Nel 2015 gli scambi commerciali con il resto dell'Unione europea ammontavano a circa il 30% del PIL, inoltre, il 60% dei prestiti e delle azioni quotate erano già espressi in euro.

### Raggiungimento dei criteri
Il 1º giugno 2022, la Commissione europea aveva confermato nel suo rapporto sulla convergenza che la Croazia soddisfaceva tutti i criteri per l'adesione e aveva proposto al Consiglio che il paese adottasse l'euro il 1º gennaio 2023.

## Faccia nazionale
Nel luglio 2021 sono stati pubblicati gli esiti di un sondaggio relativo ai soggetti da introdurre nelle facce nazionali delle monete. La Banca nazionale croata ha di conseguenza stabilito che su tutte le monete debba comparire lo stemma della Croazia, caratterizzato da un motivo a scacchiera; sulla moneta da 2 euro è rappresentata una carta del paese, su quella da 1 euro una martora, chiamata in croato kuna come il nome della moneta nazionale, le monete da 50, 20 e 10 centesimi riportano un ritratto di Nikola Tesla, mentre quelle da 5, 2 e 1 centesimi raffigurano l'alfabeto glagolitico.
Come preannunciato, su tutte le monete compare la scacchiera croata; la carta geografica della Croazia delineata sulla moneta da 2 euro è stata realizzata da Ivan Šivak, la faccia della moneta da 1 euro che raffigura una martora è stata disegnata da Jagor Šunde con David Čemeljić e Fran Zekan, il verso delle monete da 50, 20 e 10 centesimi con il ritratto di Nikola Tesla è opera di Ivan Domagoj Račić, infine Maja Škripelj ha ideato il motivo delle monete da 5, 2 e 1 centesimo che raffigura la sigla "HR" in lettere glagolitiche. Sul bordo della moneta da 2 euro è inciso un verso dell'inno alla libertà tratto dalla favola pastorale Dubravka dello scrittore dalmata del XVII secolo Giovanni Gondola che recita: O LIJEPA O DRAGA O SLATKA SLOBODO (traducibile in "O bella, o cara, o dolce libertà").
All'inizio di agosto 2021 è stato aperto un bando per il disegno definitivo delle monete da sottoporre per l'approvazione della Commissione europea e del Consiglio dell'Unione europea. I disegni vincitori del concorso – ciascun vincitore ha ricevuto un premio di 70 000 kune – sono stati comunicati dalla Banca centrale croata il 4 febbraio 2022. In seguito alla presentazione, tuttavia, si è aperta una controversia sul disegno della martora della moneta da 1 euro realizzato da Stjepan Pranjković, che risulterebbe un plagio di una fotografia di Iain Leach, fotografo scozzese i cui scatti sono soggetti a copyright. La Banca centrale croata ha conseguentemente avviato una verifica, mentre il 7 febbraio successivo l'autore del disegno ha formalmente annunciato il ritiro della sua proposta. Nei giorni seguenti la Banca nazionale croata ha pertanto avviato un nuovo concorso per ridisegnare la moneta da 1 euro, conclusosi con la comunicazione della scelta definitiva il 4 maggio 2022.
Oltre alla precedente questione, la scelta di raffigurare Nikola Tesla sulle monete euro croate ha suscitato polemiche da parte della Serbia per via della nazionalità contesa. L'intera procedura di selezione dei disegni è stata peraltro criticata dalla Società croata dei designer (HDD), che ha accusato di incompetenza la commissione artistica della giuria e per il fatto che la scelta della martora rimanderebbe allo Stato indipendente di Croazia, esistito durante la seconda guerra mondiale, governato dagli ustascia e alleato delle Potenze dell'Asse.
| € 0,01 | € 0,02                                                                                                | € 0,05 |
| --- | --- | --- |
| | | |
| La sigla "HR" in lettere glagolitiche, sullo sfondo un motivo a scacchiera tratto dallo stemma della Croazia | | |
| € 0,10 | € 0,20                                                                                                | € 0,50 |
| | | |
| Il ritratto di Nikola Tesla, sullo sfondo un motivo a scacchiera tratto dallo stemma della Croazia           | | |
| € 1,00 | € 2,00                                                                                                | Bordo 2 euro |
| | | |
| Una martora, chiamata kuna in croato, sullo sfondo un motivo a scacchiera tratto dallo stemma della Croazia  | Una carta geografica del paese, sullo sfondo un motivo a scacchiera tratto dallo stemma della Croazia | Il verso "O LIJEPA O DRAGA O SLATKA SLOBODO" ("O bella, o cara, o dolce libertà" in croato) dell'inno alla libertà tratto dalla favola pastorale Dubravka di Giovanni Gondola |

## Zecca
Le monete sono coniate dalla:
| Anno | Zecca                                 | Segno della zecca |
| ---- | ------------------------------------- | ----------------- |
| 2022 | Hrvatska kovnica novca (zecca croata) | Nessuno           |

## Quantità monete coniate
|                                                                                     | Divisionali FDC | Divisionali FS | € 0,01     | € 0,02     | € 0,05     | € 0,10     | € 0,20     | € 0,50     | € 1,00     | € 2,00     |
| Circolanti                                                                          | Circolanti      | Circolanti     | Circolanti | Circolanti | Circolanti | Circolanti | Circolanti |            |            |            |
| ----------------------------------------------------------------------------------- | --------------- | -------------- | ---------- | ---------- | ---------- | ---------- | ---------- | ---------- | ---------- | ---------- |
| 2023                                                                                | 30.000          | 500            | 81.175.550 | 65.702.500 | 79.194.000 | 91.809.240 | 66.529.520 | 64.969.250 | 48.031.150 | 47.337.950 |
| 2024                                                                                | 7.500           | 500            | 1.081.506  | 1.080.006  | 1.080.006  | 1.040.006  | 4.500.006  | 1.020.006  | 1.020.006  | 1.000.006  |
| 2025                                                                                | 7.500           |                | 2.529.506  | 1.208.006  | 8.006      | 1.928.006  | 8.006      | 8.006      | 8.006      | 8.006      |
| / = non emessa, ? = finora sconosciuto, * = emessa solo nelle divisionali ufficiali |                 |                |            |            |            |            |            |            |            |            |

## 2 euro commemorativi
| Immagine | Anno | Tema                                              | Tiratura | Emissione         | Incisore         |
| -------- | ---- | ------------------------------------------------- | -------- | ----------------- | ---------------- |
|          | 2023 | Introduzione dell'euro                            | 250.000  | 15 settembre 2023 | Nikola Vudrag    |
|          | 2024 | Città vecchia di Varaždin                         | 200.000  | 2 luglio 2024     | Stjepan Divković |
|          | 2024 | 500º anniversario della scomparsa di Marco Marulo | 200.000  | 15 ottobre 2024   | Stjepan Divković |